# Антимонид триниобия
Антимонид триниобия — бинарное неорганическое соединение
ниобия и сурьмы
с формулой Nb3Sb,
кристаллы.

## Получение
- Сплавление чистых веществ в инертной атмосфере:

{\displaystyle {\mathsf {3Nb+Sb\ {\xrightarrow {1750^{o}C}}\ Nb_{3}Sb}}}

## Физические свойства
Антимонид триниобия образует кристаллы
кубической сингонии,
пространственная группа P m3n,
параметры ячейки a = 0,52643 нм, Z = 2.
При температуре 0,2÷1,95 К переходит в сверхпроводящее состояние 